# Boar
Un boar sau bouar este un păstor de boi.